# Krakstad, Mjölby kommun

Krakstad är en gård i Hogstads socken, Mjölby kommun, Östergötlands län. Gården bestod av 2 3⁄4 mantal.